# Irène Leimgruber
Irène Leimgruber ist eine ehemalige Schweizer Basketballspielerin.

## Karriere
Leimgruber nahm mit der Schweizer Basketballnationalmannschaft der Damen an der Europameisterschaft 1952 in Moskau teil. In den Spielen gegen Polen (22:40) und die Sowjetunion (12:104) erzielte die Schweizerin keine Punkte, gegen die DDR (53:8), Österreich (34:25) und Frankreich (31:46) stand Leimgruber ausweislich der FIBA-Datenbank schließlich nicht im Schweizer Kader. Ausserdem nahm Leimgruber mit der Nationalmannschaft an der Europameisterschaft 1956 in Prag teil. In den Spielen gegen die Sowjetunion (25:153), die Niederlande (18:71), Österreich (29:69), Dänemark (58:56 OT), Finnland (54:70), Rumänien (34:91), Schottland (63:50) und erneut Dänemark (33:47) erzielte die Schweizerin 25 Punkte.
Im Sommer 1956 war Leimgruber nicht verheiratet und spielte auf Vereinsebene in Lausanne.